# Comitatul Ohio, Virginia de Vest
- Pentru alte utilizări ale numelui, vedeți Comitatul Ohio și Ohio (dezambiguizare).

Comitatul Ohio (în engleză Ohio County) este un comitat din statul Virginia de Vest, Statele Unite ale Americii. Comitatul se găsește în partea de nord-vest a statului, cunoscută sub „numele de alint” de „mânerul de nord al tigăii” (conform originalului, Northern Panhandle) al statului  Virginia de Vest. Conform datelor culese în 2010 Census, populația fusese de 44.443 de locuitori.
Sediul comitatului se găsește în reședința acestuia, Wheeling, care este totodată  și cel mai mare oraș al comitatului. Comitatul a fost format în anul 1776 din districtul en  Augusta de Vest, statul Virginia de atunci. A fost numit după Fluviul Ohio, care formează granița sa vestică.  Atunci, localitatea de azi en  West Liberty (numită anterior Black's Cabin) a fost desemnată ca reședința comitatului, fiind activă între 1777 și 1797.
Comitatul Ohio este parte a zonei metropolitane en  Wheeling, WV-OH Metropolitan Statistical Area.

## Geografie
Conform aceluiași birou de statistică, U.S. Census Bureau, comitatul are o arie totală de 109 square milei (280 km2), dintre care circa 104,8 square milei (271 km2) is land and 3,2 square milei (8,3 km2) (reprezentând 2.9% din suprafață) este apă. Este al treilea cel mai mic comitat al statului West Virginia după suprafață. Cea mai mare altitudine a comitatului este de aproximativ 1.420 ft (430 m), fiind localizată la circa 1-milă (1,6 km) sud-vest de localitatea West Alexander, statul  Pennsylvania.
Comitatul este străbătut de pârâul Wheeling și alte cursuri de apă de mică importanță.

### Drumuri interstatale și statale
- I-70
- I-470
- US 40
- US 250
- [[Format:Infobox road/WV/link WV|Format:Infobox road/WV/abbrev WV]]
- [[Format:Infobox road/WV/link WV|Format:Infobox road/WV/abbrev WV]]

### Comitate adiacente
- Comitatul Brooke,  Virginia de Vest (la nord)
- Comitatul Washington,  Pennsylvania (la est)
- Comitatul Marshall,  Virginia de Vest (la sud)
- Comitatul Belmont,  Virginia de Vest (la vest)
- Comitatul Jefferson,  Virginia de Vest (la nord-vest)

Comitatul Ohio este unul din cele doar patru comitate din Statele Unite, care formează graniță cu state cu nume omonime. Celelalte trei sunt Comitatul Nevada, statul  California, comitatul Texas, statul  Oklahoma și Comitatul Delaware, statul  Pennsylvania).

### Zone protejate național
- en Ohio River Islands National Wildlife Refuge (parțial)

## Demografie
|  | Graficele sunt indisponibile din cauza unor probleme tehnice. Mai multe informații se găsesc la Phabricator și la wiki-ul MediaWiki. |

Date: Wikidata - grafică realizată de Wikipedia